# Jean-Noël de Bouillane de Lacoste
Pour les articles homonymes, voir Boulianne et Bouillane de Lacoste.
Jean-Noël de Bouillane de Lacoste, né le 23 décembre 1934 à Vendôme et mort le 21 juillet 2020 au Kremlin-Bicêtre,, est un diplomate, ambassadeur de France.

## Biographie
Jean-Noël de Bouillane de Lacoste, ambassadeur de France, est né le 23 décembre 1934 à Vendôme (Loir-et-Cher). Il est le fils de Henry Adrien de Bouillane de Lacoste (1894-1956). Il descend de la famille de Bouillanne qui a été anoblie en 1475 en Dauphiné mais qui a perdu sa noblesse. Il est le petit-neveu de l'explorateur Émile Antoine Henry de Bouillane de Lacoste (1867-1937).

## Formation
Il fit ses études aux Lycées Ronsard à Vendôme et Michel Montaigne à Bordeaux, à la Faculté des lettres de Bordeaux et aux Instituts d’études politiques (IEP) de Bordeaux et de Paris. Il possède sa Licence ès lettres et son Diplôme supérieur d’études politiques de l’École nationale d'administration (promotion Blaise Pascal, 1962-64).

## Carrière diplomatique
Jean-Noël de Bouillane de Lacoste occupa plusieurs fonctions :
- à l’administration centrale, Nations unies et Organisations internationales (1964)
- Troisième secrétaire d’ambassade à la mission permanente française auprès des Nations unies à New York (1964-1967)
- Deuxième secrétaire en Pologne (1967-1970)
- à l’administration centrale, Europe (1970-1973)
- Deuxième conseiller à Santiago du Chili (1973-1975)
- Deuxième conseiller à Pékin en Chine (1975-1979)
- à l’administration centrale, Nations unies et Organisations internationales (1979-1980)
- Directeur adjoint du personnel à l’administration centrale (1980-1982)
- Ambassadeur à Vientiane, au Laos (1982-1985)[5]
- Ministre-conseiller à Londres en Grande-Bretagne (1985-1989)
- Directeur adjoint des affaires politiques à l’administration centrale (1989-1992)
- Ambassadeur en Tunisie (1992-1995)
- Ambassadeur à Tel-Aviv, en Israël (1995-1999).

Il est élevé à la dignité d’ambassadeur de France en 1999.

## Autres activités
Il a été le président de la radio Fréquence protestante de 2001 à 2007. Il a écrit régulièrement des articles de fond pour l’hebdomadaire protestant Réforme.
Il a également été membre actif de l'Action des chrétiens pour l'abolition de la torture (ACAT).

## Distinctions
- Commandeur de la Légion d'honneur[6]
- Commandeur de l'ordre national du Mérite
- Officier de l’ordre Polonia Restituta (Pologne)

A sa mort le 10 juillet 2004, il est maintenu dans les fonctions de membre du conseil de l’ordre national du Mérite.